# 吉岡孝行
吉岡 孝行（よしおか たかゆき、1925年9月28日 - 2018年3月24日）は、日本の大蔵官僚。北海道開発庁総務監理官、北海道開発事務次官、北海道東北開発公庫副総裁、同総裁などを務めた。

## 来歴
神奈川県厚木市出身。1943年3月 満洲建国大学に入学。1950年1月 国家公務員六級職試験に合格。同年 東京大学法学部政治学科を卒業し、大蔵省入省（主計局）。1952年3月 主計局総務課兼主計局給与課。
その後は主計局主計官補佐（農林係主査）、総理府人事局参事官、東京都財務局参事、東京都企画調整局調整部長、主計局主計官（防衛担当）、主計局法規課長などを務める。
1973年6月26日 大臣官房付。1974年7月10日 東海財務局長。1975年7月10日 理財局次長（国有財産担当）。1977年6月21日 北海道開発庁総務監理官。1979年10月11日 北海道開発事務次官。1981年10月1日 退官。
1983年 北海道東北開発公庫副総裁。1985年 同総裁（〜1991年）。

## 略歴
- 1950年4月：大蔵省入省（主計局）[3]。
- 1952年3月：主計局総務課 兼 主計局給与課[3]。
- 1952年5月：麹町税務署[3]。
- 1952年7月：東京国税局調査査察部調査第三課。
- 1953年1月：東京国税局調査査察部国税調査官。
- 1953年7月：東京国税局総務部総務課。
- 1954年6月：外務省欧米局第一課。
- 1954年7月：外務省在アメリカ日本大使館外交官補。
- 1957年4月：外務省在アメリカ日本大使館三等書記官。
- 1957年8月：防衛庁経理局会計課員。
- 1958年3月：主計局給与課長補佐。
- 1960年7月：主計局主計官補佐（農林係主査）。
- 1966年8月：総理府人事局参事官。
- 1968年6月：大臣官房付。
- 1968年7月：東京都財務局参事。
- 1969年5月：東京都企画調整局調整部長。
- 1970年7月：主計局主計官（防衛担当）。
- 1972年7月：主計局法規課長。
- 1973年6月26日：大臣官房付。
- 1974年7月10日：東海財務局長。
- 1975年7月10日：理財局次長（国有財産担当）。
- 1977年6月17日：大臣官房付。
- 1977年6月21日：北海道開発庁総務監理官。
- 1979年10月11日：北海道開発事務次官。
- 1981年10月1日：退官。

## 人物
- 主計局生活が長く、課長補佐時代はずっと主計局暮らしだった[4]。
- スポーツはゴルフ（ハンディ19）、弓道[4]。